# Герб на Великото финландско княжество
Гербът на Великото финландско княжество от тържествения герб на Руската империя представлява червен щит със златен коронован лъв, държащ в дясната лапа вдигнат меч, а в лявата – свален меч, който се опира на задната дясна лапа на лъва. Блазонът на щита е украсен със 7 сребърни рози."
Гербът възниква още през 16 век. Финландия влиза в състава на Руската империя през 1809 г. след поредната руско-шведска война. В руската хералдическа практика е увенчан е с „финландска хералдическа корона“